# Baba (mitologija)
Baba je slovanski mitološki lik. V madžarski variaciji je Baba je dobra in na pomoč pripravljena vila. Baba je tudi oznaka za porodničarko, ki ji pripisujejo čarovne sposobnosti.
V Sloveniji so po Babi imenovani gorski vrhovi ter kamniti osamelci.